# Семь морей
«Семь морей» (англ. Seven Seas) — идиоматическое выражение, с давних времён означающее Мировой океан в целом.
Выражение «семь морей» (как, например, в обороте «плавание за семь морей») может относиться или к определённому набору водоёмов, или ко всему Мировому океану. В разное время выражение «семь морей» имело разные значения. С XIX века термин использовался для обозначения семи океанических водоёмов:
- Ледовитый океан;
- Север Атлантического океана;
- Юг Атлантического океана;
- Индийский океан;
- Север Тихого океана;
- Юг Тихого океана;
- Южный (или Антарктический) океан.

## Древняя Месопотамия
Впервые термин «Семь морей» появляется за 2300 лет до нашей эры в 8-м гимне шумерской жрицы Энхедуаны, посвящённом богине Инанне. В Междуречье впервые в истории астрономии был введён учет наблюдаемых семи движущихся объектов в небесах — семь классических планет/Семь небес шумеры также распространили эту семеричность на моря.

## Античность
В древнем Риме термин семь морей, «septem maria» (латынь) и «Ἑπτὰ πελάγη» (древнегреческий) зачастую нёс иной смысл, нежели сегодня. Судоходную сеть, куда включали многочисленные озёра, лагуны и перешейки в устьях реки По, где та впадает в Адриатическое море, в обиходе называли «семью морями». Плиний Старший, римский писатель и флотоводец, писал об этих лагунах, отделяемых от открытого моря отмелями:

Все эти устья входят во Флавиев канал; первоначально прокопанный этрусками на основе [одного лишь] Сагисского устья. Они благодаря этому смогли направить поток [речной] воды через Атрианские болота, которые сейчас и названы «Семью морями», [а тогда звались Атрианскими] по славному этрусскому портовому городу Атрии. От него же старое название нынешнего Адриатического моря: Атриатическое.
Оригинальный текст (лат.)<…>omnia ea fossa Flavia, quam primi a Sagi fecere Tusci egesto amnis impetu per transversum in Atrianorum paludes quae Septem Maria appellantur, nobili portu oppidi Tuscorum Atriae, a quo Atriaticum mare ante appellabatur quod nunc Hadriaticum.

## Средневековая Аравия
Арабы и их близкие соседи называли семью морями (араб. بحار العالم, سبعة البحار‎) водоёмы, через которые совершали свои плаванья на Восток. С древних времён они являлись зонами торговли, а со времён пророка Мухаммеда стали местами широкого распространения ислама.
В IX веке нашей эры арабский автор аль-Якуби писал:

Китай — огромная страна, достичь которой можно, переплыв семь морей, каждое из которых имеет свой уникальный цвет, ветер, рыбу и бриз, не имеющиеся в других.
Оригинальный текст (ар.)من أراد الذهاب إلى الصين في البحر قطع سبعة أبحر، كل واحد له لونه الخاص ورياحه وأسماكه ونسيمه، عكس البحر الذي يليه. فأولها بحر عرب الذي يركب فيه من سيراف، وآخره رأس الجمحة، وهو ضيق فيه مغائص اللؤلؤ.

Из текста становится ясно, что желающий добраться от аравийских побережий до Китая водным путём должен пересечь семь морей: это море Фарс (بحر عرب, Персидский залив), Ларви или Зандж (بحر لاروي, Аравийское море), Харканд (بحر هركند, Бенгальский залив), Калах-бар (بحر كلاهبار, Малаккский пролив), Салахат или Салахит (بحر سلاهط, Сингапурский пролив), Кундрандж или Карданж (بحر كردنج, Сиамский залив), Санха или Санджи (بحر صنجي, Восточно-Китайское море). Каждое из них отличается особым цветом, имеет свои направления ветра и своеобразную фауну.
Также существовало понятие «семи арабских морей» (араб. بحار العالم, سبعة البحار‎), располагавшиеся в непосредственной близости к родине арабов, и в которых существовала постоянная навигация:
- Чёрное море;
- Каспийское море;
- Аравийское море;
- Индийский океан;
- Красное море;
- Средиземное море;
- Адриатическое море.

## Персы
Персы использовали термин «Семь морей» для описания потоков, образующих реку Амударья.

## Средневековая Европа

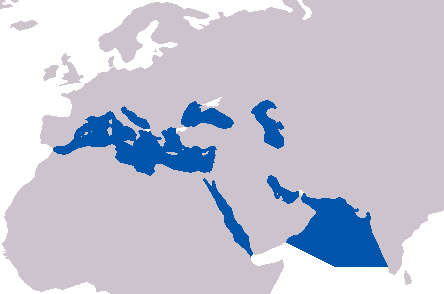

В средневековой европейской литературе концепция семи морей соотносится со следующими морями:
- Адриатическое море
- Средиземное море, включая окраинные моря, как, например, Эгейское море.
- Чёрное море
- Каспийское море
- Персидский залив
- Аравийское море (являющееся частью Индийского океана)
- Красное море, включая закрытое Мёртвое море и Тивериадское озеро.

Иногда к этому списку добавляли Атлантический океан, Эгейское море, собственно Индийский океан и Северное море.

## Ренессанс

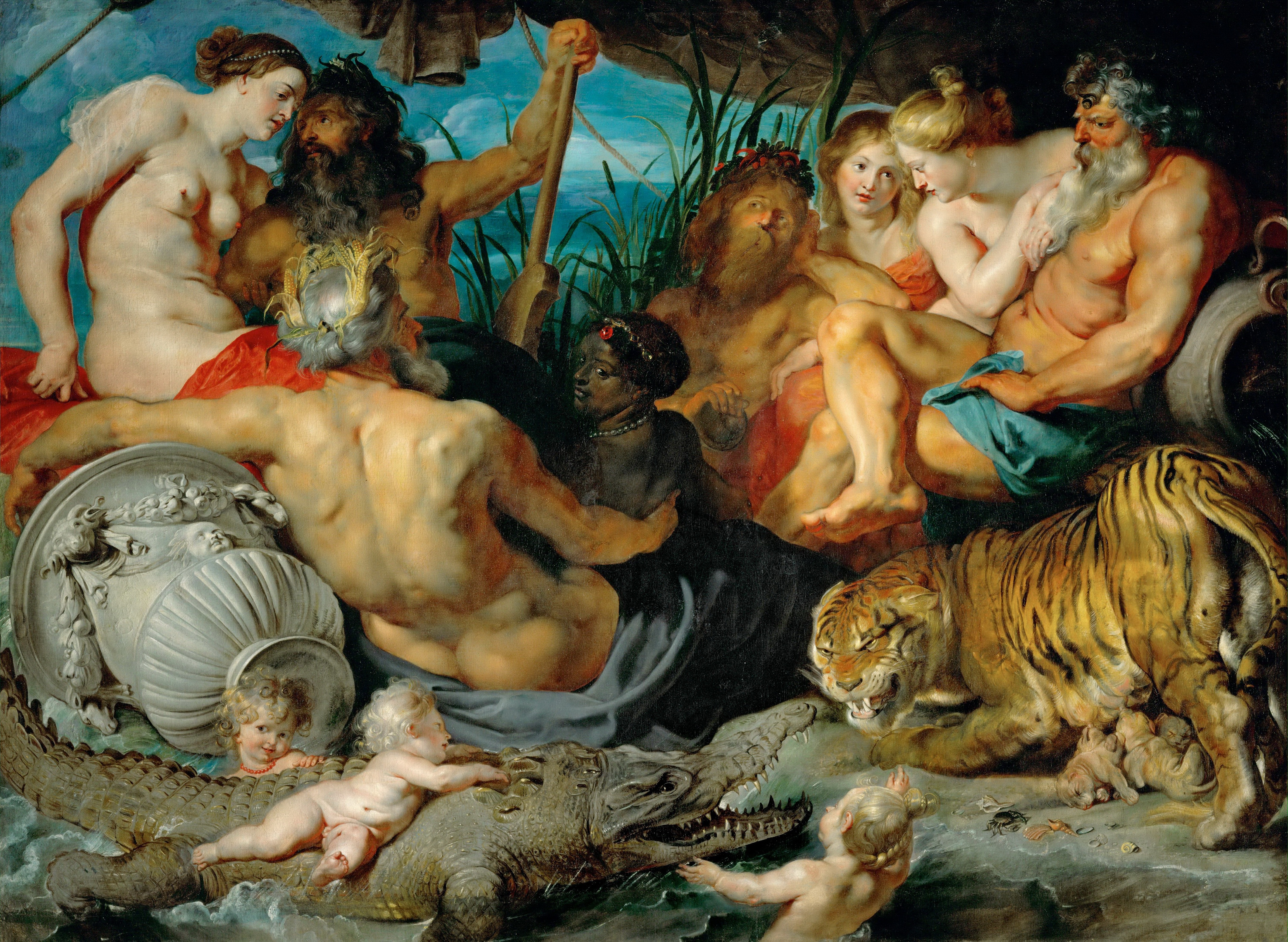
Картина Рубенса «Четыре части света».

В эпоху Возрождения была создана новая традиция географической иконографии, включающая, помимо морей, четыре континента (Четыре угла) и соответствующие им четыре реки.

## Талмудизм
Священник XVII века и учёный-гебраист Джон Лайтфут упоминает различные комбинации морей Святой Земли в его труде «Commentary on the New Testament». В главе, названной «The Seven Seas according to the Talmudists, and the four Rivers compassing the Land», где Лайтфут рассматривает семь морей, по воззрениям талмудистов омывающих земли Эрец-Исраэль, в числе прочих он упоминает «Великое море» (в настоящее время известное как Средиземное), «Тивериадское море» (Галилейское море), «Содомское море» (Мёртвое море), «Самахонитское озеро» (вероятно, высохшее озеро Мэром в долине Хула, упоминаемое как «Σημεχωνίτις» у Иосифа Флавия и как Ям-Сумхи — в Талмуде), и некое озеро под названием «Сиббихеанское» (Sibbichaean), производя его от слова «кустарник» (англ. bush). Море Хульта (или Хильта; «песочное», у Лайтфута — sandy sea) Лайтфут отожествляет с озером Сибронис к югу от Палестины (вероятно, Сирбон (греч. Σιρβωνίς) Диодора Сицилийского), а Шварц — с озером Рам (оно же круглое озеро Фиала (φιάλη) у Флавия). Бохарт вместо חולתא читает אילת и отождествляет его с Чермным морем.

## Ост-Индия
В колониальную эпоху клиперы, совершавшие чайные гонки из Китая в Англию, проходя самый длинный торговый путь того времени, проплывали через семь морей около голландской Ост-Индии: Банда, Сулавеси, Флорес, Яванское, Южно-Китайское, Сулу и Тиморское моря. Таким образом, если кто-то в те времена говорил о том, что плавал за семь морей, то это означало, что он отправился на другой конец света и вернулся.

## Современность

В более близкие нам времена выражение «Семь морей» вновь сделалось популярным благодаря Редьярду Киплингу: так он озаглавил сборник своих стихотворений. Тогда же термин «Seven Seas» был использован для обозначения семи крупнейших водоёмов планеты:
- Тихий океан;
- Атлантический океан;
- Индийский океан;
- Северный Ледовитый океан;
- Средиземное море;
- Карибское море;
- Мексиканский залив.